# Miquel Curcues
Miquel Curcues (en grec medieval Μιχαήλ Β΄ Κουρκούας) va ser patriarca de Constantinoble de l'any 1143 al 1146. Va succeir al patriarca Lleó Estipiota.
Als inicis de l'any 1143 havien mort de forma quasi simultània l'emperador Joan II Comnè i el patriarca Lleó Estipiota, i hi va haver un període d'indecisió a l'Església Ortodoxa. El fill de Joan Comnè, Manuel I Comnè va arribar a Constantinoble des de Cilícia, on el seu pare havia mort. Per ser coronat emperador li calia un nou patriarca i va nomenar l'abat del monestir d'Oxeia, Manuel Curcues. La coronació no es va fer fins a finals de l'any 1143, perquè, per motius desconeguts, Miquel Curcues va amenaçar de dimitir.
Durant el seu mandat va condemnar un monjo anomenat Nifó, que havia donat suport a dos bisbes de Capadòcia declarats culpables per haver defensat l'heretgia dels bogomils. El març de 1146 Miquel Curcues va dimitir del seu càrrec per tornar al monestir d'Oxeia, possiblement per desavinences amb l'emperador.